# كاتسويا كوباياشي (ممثل)
كاتسويا كوباياشي (باليابانية: 小林勝也) (و. 1943 – م) هو ممثل، وممثل أداء صوتي ياباني، من اليابان، ولد في طوكيو.

## وصلات خارجية
- كاتسويا كوباياشي على موقع IMDb (الإنجليزية)
- كاتسويا كوباياشي على موقع كينوبويسك (الروسية)
- كاتسويا كوباياشي على موقع كينوبويسك (الروسية)